# Toe Fat
Toe Fat was een Engelse popgroep, die in 1969 werd opgericht door Cliff Bennett, voorheen van Cliff Bennett and the Rebel Rousers, met drie leden van de band The Gods. De groep wisselde een keer van samenstelling en ging in 1971 uit elkaar. De muzikale stijl had het meeste weg van hardrock.

## Samenstelling
De groep begon met:
- Cliff Bennett, zang en elektronisch orgel, voorheen van Cliff Bennett and the Rebel Rousers en The Cliff Bennett Band
- Ken Hensley, zang, sologitaar en elektronisch orgel, voorheen van The Gods
- Lee Kerslake, drums, ook van The Gods
- John Glascock, basgitaar, eveneens van The Gods

Kort na het uitkomen van de eerste lp in 1970 vertrokken Hensley en Kerslake. Hensley ging naar Uriah Heep. Kerslake vertrok naar The National Health Band en kwam in 1971 ook in Uriah Heep terecht. Hij overleed in 2020 aan kanker.
Op die eerste lp staat als basgitarist ene John Konas vermeld. Deze is nooit geïdentificeerd. The Gods hadden een tijdlang een bassist met de naam Joe Konas. Die was naar Canada geëmigreerd, waar hij een muziekwinkel begon. De meest waarschijnlijke verklaring voor de hoestekst is dat Joe Konas en John Glascock waren verward.
Van medio 1970 tot januari 1971 was de samenstelling:
- Cliff Bennett, zang, elektronisch orgel
- Brian Glascock, drums, alweer van The Gods
- John Glascock, basgitaar
- Alan Kendall, sologitaar, afkomstig van de groep The Glass Menagerie

In januari 1971 vertrokken Brian Glascock en Alan Kendall naar de begeleidingsgroep van The Bee Gees. John Glascock vertrok naar Chicken Shack en kwam later bij Jethro Tull terecht. Hij overleed in 1979 aan hartproblemen.
Later in 1971 maakte Cliff Bennett nog een single, Brand New Band, die pas in 1972 uitkwam als plaat van Toe Fat. De samenstelling van deze gelegenheidsformatie was:
- Cliff Bennett, zang
- Michael Clarke, gitaar (niet Michael Clarke van The Byrds)
- Tony Fernandez, drums
- Mick Hawksworth, basgitaar
- Lynton Naiff, zang, elektronisch orgel

## Carrière
De groep kwam bij elkaar in de zomer van 1969 en koos de meest onsmakelijke naam die hij kon verzinnen: Toe Fat (‘Tenenvet’). Het repertoire lag dichter bij de psychedelische rock die The Gods hadden gespeeld dan bij de rhythm-and-blues die het publiek van Cliff Bennett gewend was.
In februari 1970 kwam de eerste single van de groep uit: Bad Side of the Moon, die geschreven was door Elton John. De volgende maand volgde de eerste lp, eenvoudigweg Toe Fat geheten. De muziek werd door de muziekjournalisten goed ontvangen, maar de hoes, ontworpen door het collectief Hipgnosis, bleek controversieel. De hoes liet vier mensen zien met in plaats van een hoofd een teen, twee mannen op de voorgrond en op de achtergrond een man en een vrouw met blote borsten. Rare Earth Records, die de Amerikaanse versie van de platen van Toe Fat uitbracht, maakte snel een nieuwe versie van de hoes, waarop het tweetal op de achtergrond was vervangen door een tekening van een lammetje. Ook in deze vorm vonden veel mensen de hoes nog steeds smakeloos. Chris Welch schreef in Melody Maker: ‘But if you throw away the cover and keep the record in a brown paper bag, it's worth having’ (‘Maar als je de hoes weggooit en de plaat in een bruine papieren zak bewaart, is het een waardevol bezit’).
Ken Hensley en Lee Kerslake verlieten Toe Fat en de groep vertrok met twee nieuwe leden naar de Verenigde Staten voor een tournee met  Derek and the Dominos. Dankzij de tournee verkocht de lp wel redelijk, vooral in Californië, maar ze werd geen hit.
Weer terug in Engeland nam de groep een tweede lp op: Toe Fat Two, die in het Verenigd Koninkrijk in december 1970 en in de Verenigde Staten in januari 1971 uitkwam. De hoes, weer ontworpen door Hipgnosis, riep minder weerstand op dan zijn voorganger, maar weinig critici vonden hem mooi. De muziek daarentegen werd weer gunstig ontvangen.
De groep vertrok weer naar de Verenigde Staten voor een tournee om de lp te promoten. Na de tournee hoorden ze dat Rare Earth Records wilde reorganiseren en af wilde van alle minder bekende artiesten. Daar viel ook Toe Fat onder. De Amerikaanse editie van de plaat kwam nog wel uit, maar werd nauwelijks gepromoot. Die editie is dan ook een collector’s item.
Teleurgesteld besloot de groep er een punt achter te zetten. Anderhalf jaar later verscheen nog een single van Toe Fat, maar die was in de loop van 1971 geproduceerd door een gelegenheidsformatie.

## Discografie

### Singles
- februari 1970: Bad Side of the Moon / Working Nights (Parlophone R 5829)
- november 1970: Just Like Me / Bad Side of the Moon (Rare Earth R 5019, in de Verenigde Staten)
- september 1972: Brand New Band / Can't Live without You (Chapter 1 SCH R 175)

### LP’s
- maart 1970 (Verenigde Staten), april 1970 (Verenigd Koninkrijk): Toe Fat:
  - That's My Love for You / Bad Side of the Moon / Nobody / The Wherefors and the Whys / But I'm Wrong / Just Like Me / Just Like All the Rest / I Can't Believe / Working Nights / You Tried to Take It All (Parlophone PCS 7097 (VK), Rare Earth RS 511 (VS))
- december 1970 (Verenigd Koninkrijk), januari 1971 (Verenigde Staten): Toe Fat Two:
  - Stick Heat / Indian Summer / Idol / There'll Be Changes / A New Way / Since You've Been Gone / Three Time Loser / Midnight Sun (Regal Zonophone SLRZ 1015 (VK), Rare Earth RS 525 (VS))